# I Will Survive
"I Will Survive"  é uma canção da cantora norte-americana Gloria Gaynor lançada no final de 1978. Foi escrita por Freddie Perren e  Dino Fekaris e foi certificada com disco duplo de platina pela RIAA. 

## Informações
Originalmente lançado no lado B para uma versão cover da música Righteous Brothers "Substitute", "I Will Survive" se tornou um hit em todo o mundo. Novas cópias do disco foram eventualmente prensadas trazendo "I Will Survive" agora no lado A.
Como um hit de música disco, é uma canção conhecida por não trazer backing vocals, somente a voz de Gloria. A maioria das canções deste estilo eram fortemente produzidas, com múltiplas vozes, overdubs e ajustes para altura e velocidade. Como não houve pretensão de que "I Will Survive" fosse um grande hit, a canção possui então som mais livre e  "limpo". Se houvesse sido planejado e originalmente lançada no lado A, a canção certamente teria sofrido substancialmente a inclusão de pesados remixes.
"I Will Survive" recebeu o Prêmio Grammy de Melhor Gravação do disco em 1980, o único ano em que este prêmio foi dado. Foi classificada pela Revista Rolling Stone como a 492.ª posição na listagem "500 Greatest Songs of All Time". A Billboard a classificou na posição #97 na listagem "All-Time Hot 100".  Em 2000, a canção ficou em # 1 na lista da VH1 das 100 maiores canções de dança.

Trecho do vídeo de "I Will Survive", mostrando a skatista Sheila Reid-Pender patinando no salão da danceteria Xenon em Nova Iorque.

Um vídeo promocional foi lançado, mostrando uma dançarina a patinar no salão escuro da discoteca Xenon em Nova Iorque sob a luz de um holofote, intercalando com imagens de Gloria interpretando a canção. Sheila Reid-Pender, do bairro negro de Harlem em Nova Iorque, é a skatista destaque no vídeo. Sheila pertencia ao grupo de patinação The Village Wizards.
A canção de Gloria Gaynor mostra o ponto de vista de uma mulher recém abandonada pelo companheiro. No entanto, a canção é tida como um hit gay desde a década de 1970, quando já era tocada em boates gays norte-americanas, devido à letra de superação apropriada como hino da comunidade.  Por essa razão, foi executada no  filme "Priscilla, a Rainha do Deserto", de 1994.
Essa é a canção preferida de Julius, pai de Chris do seriado Everybody Hates Chris. Monique Coleman também gosta desta canção. Essa canção também foi usada no clipe do grupo feminino americano The Pussycat Dolls chamado "Hush Hush", a canção conta a separação de um casal e no final eles usam a canção "I Will Survive" para dizer que vão sobreviver após a separação.
No Brasil, em 1979, a canção foi incluída na trilha internacional da novela Pai Herói, exibida pela Rede Globo, na qual abria o disco. E em 2017 foi incluída no volume 1 da trilha da novela Pega Pega, também exibida pela Rede Globo.
Desempenho em tabelas musicais
| Tabelas (1979)                         | Posição |
| -------------------------------------- | ------- |
| U.S. Billboard Hot 100                 | 1       |
| U.S. Billboard Hot R&B/Hip-Hop Songs   | 5       |
| U.S. Billboard Hot Dance Club Songs    | 1       |
| U.S. Billboard Hot Dance Singles Sales | 1       |
| U.K. Singles Chart                     | 1       |

## Versão de Cake
Cake fez um cover da música em estilo rock, em 1996, no álbum Fashion Nugget. Há uso de palavrões: o vocalista John McCrea alterou a linha "I should have changed that stupid lock" para "I should have changed my fucking lock." No Brasil, em 1997, este cover foi incluído na trilha internacional da novela Zazá, exibida pela Rede Globo. A versão de Cake também é a versão goalmusic do clube de futebol da Turquia, Galatasaray SK.

### Faixas
1. "I Will Survive"

### Vídeo Musical
O videoclipe da versão de Cake de recursos John McCrea como oficial de controle de estacionamento que está escrevendo bilhetes em San Francisco, muitas vezes à custa de pessoas normalmente felizes (como um casal recém-casado). Isto é combinado com a metragem de Todd Roper tocando nas ruas, Victor Damiani tocando em cima de um carro, e Greg Brown tocando em um pátio lotado.
- O corredor do vídeo de "The Distance" é visto correndo por no fundo de uma cena [02:01].

## Desempenho em tabelas musicais
| Desempenho (1996)                      | Posição |
| -------------------------------------- | ------- |
| U.S. Billboard Hip-Hop Songs           | 5       |
| U.S. Billboard Hot Dance Club Songs    | 35      |
| U.S. Billboard Hot 100                 | 24      |
| U.S. Billboard Hot Dance Singles Sales | 10      |
| UK Top 75                              | 12      |

| Ano  | Desempenho              | Posição |
| ---- | ----------------------- | ------- |
| 1996 | Modern Rock Tracks (US) | No. 28  |

## Versão de Savage Chantay
A Cantora de R&B Savage Chantay teve uma venda de ouro com seu single cover da música. É a única versão cover da canção a ser certificada de Ouro pela RIAA.

### Faixas
1. "I Will Survive"

## Outros Covers
- Em 1979, o cantor de country Billie Jo Spears lançou uma versão cover da canção, chegando a No. 13 no Hot Country Singles do gráfico.
- Tony Clifton, alter ego do comediante Andy Kaufman, executa a música no final de 1999 o filme Man on the Moon.
- Em 2006, The Puppini Sisters lançou uma versão em seu álbum de Betcha Bottom Dollar.
- Em 2009, a princesa árabe de pop, Haifa Wehbe lançou uma versão em árabe da canção.
- A banda OPM, Paroquiana Edgar lançou uma canção intitulada Picha Pie. É sobre a obsessão de um homem com Pizza.
- Em 2009, as Pussycat Dolls incluíram um trecho da música em Hush Hush; Hush Hush . Esta versão foi tema da novela Viver a Vida (telenovela), exibida pela Rede Globo no Brasil.
- Conan O'Brien executa a música como parte de seu legalmente proibida de ser engraçado na televisão Tour.
- Em 2011, o elenco da série Glee fez uma versão da música em uma versão junto com Survivor da banda de R&B, Destiny's Child.
- Em 2013, a cantora Izzy Gordon fez uma uma contribuição para trilha sonora da novela Pecado Mortal, exibida pela Rede Record no Brasil.
- Em 2016, a cantora Demi Lovato fez uma uma contribuição para trilha sonora da animação Angry Birds: O Filme.
- Em 2020, a cantora Deborah Blando fez uma versão house da música para a versão deluxe do seu sexto álbum Polares.